# Liste der Baudenkmale in Gribow
In der Liste der Baudenkmale in Gribow sind alle denkmalgeschützten Bauten der Gemeinde Gribow (Mecklenburg-Vorpommern) und ihrer Ortsteile aufgelistet. Grundlage ist die Veröffentlichung der Denkmalliste des Landkreises Ostvorpommern mit dem Stand vom 30. Dezember 1996. 

## Baudenkmale nach Ortsteilen

### Gribow
| ID | Lage                | Bezeichnung                                 | Beschreibung | Bild                                        |
| -- | ------------------- | ------------------------------------------- | --- | ------------------------------------------- |
|    | Dorfzentrum (Karte) | Gutsanlage mit Gutshaus, Scheune, 2 Ställen | Gutshaus - Backsteinbau auf Feldsteinfundament, Scheune - Fachwerk mit verputzten Fächern, Pferdestall - Feldstein und Backstein, Stallspeicher - Feldstein und Backstein | Gutsanlage mit Gutshaus, Scheune, 2 Ställen |

## Quelle
- Bericht über die Erstellung der Denkmallisten sowie über die Verwaltungspraxis bei der Benachrichtigung der Eigentümer und Gemeinden sowie über die Handhabung von Änderungswünschen (Stand: Juni 1997; PDF, 934 kB)